# حصار تونس (1066-1067)
حصار تونس (1066-1067), هو نزاع حصل بين تميم بن المعز و بني خراسان.

## الخلفية
كان تأسيس طائفة تونس كولاية تابعة لبنو حماد ضربة قوية للباديسيين، و كان النزاع شيئا محتما بين الدولتين، و بعد هزيمة الناصر بن علناس الفادحة في معركة سبيبة، استغل تميم الفرصة و خرج من المهدية في جيش ضخم و اصطحب معه أمير زغبة يبقى بن علي.

## الحرب و الصلح
بعد أن وصل تميم لتونس أنزل قواته و حاصر تونس، و استمر الحصار 14 شهر، و كان الحصار شديدا على تونس، الى أن استسلم شيخها عبد الحق بن خراسان، و لم يضم تميم تونس لسيطرته، بل تركها لبنو خراسان مقابل أن يعلنوا ولائهم للزيريين بمقتضي اتفاقية تعتبر تسوية بالتراضي بين بني خراسان و بنو زيري،و تضمنت الاتفاقية سحب تميم لجيوشه, و تم توقيعها أواخر 459هـ و أوائل 460هـ / أواخر 1067.